# Cerf aboyeur
Muntiacus muntjak
Espèce
Statut de conservation UICN

 LC  : Préoccupation mineure
Le Muntjac indien ou Cerf aboyeur (Muntiacus muntjak) est un petit cervidé qui vit dans le sous-continent indien et en Asie du Sud-Est. Il est appelé ឈ្លូស en cambodgien, อีเก้ง ou ฟาน en siamois.

## Répartition et habitat

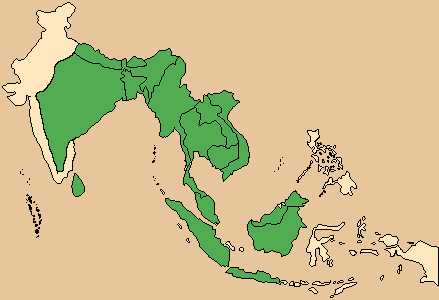
Aire de répartition du cerf aboyeur

On trouve des populations de ces cervidés au Sri Lanka, en Inde, au Népal, au Pakistan (dans le nord-est), au Bangladesh, au Bhoutan, en Chine (dans le sud), en Birmanie, en Thaïlande, au Laos, au Vietnam, au Cambodge, en Malaisie, en Indonésie (Sumatra, Bornéo, Java, Bali et d'autres îles indonésiennes).
Le muntjac indien vit dans les forêts tropicales et subtropicales à la végétation dense, dans les forêts humides, les forêts de mousson et les vastes pâturages de la jungle.

Sur les pentes de l'Himalaya, cet animal monte jusqu'à plus de 2 000 m d'altitude.

## Description
Le cerf aboyeur est un petit cerf.

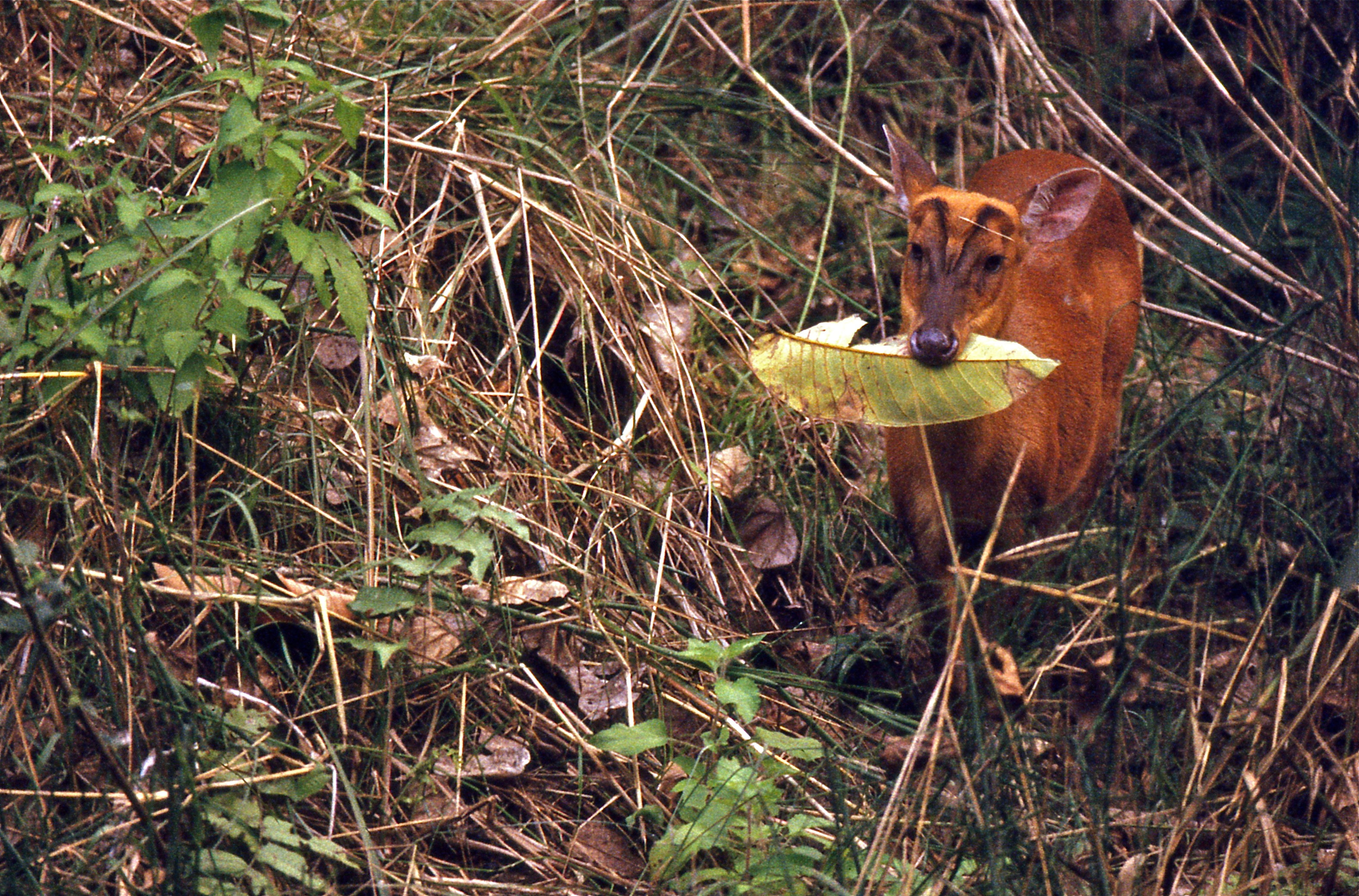
Cerf aboyeur (Parc national de Chitawan, Népal)

Il mesure 90-1,05 m de long (corps et tête), pour environ 50 cm au garrot de taille moyenne (de 40 à 78 cm pour les plus grands).
Il a une queue de 17-19 cm et il pèse 20-28 kg.
Son poil varie du marron-brun au noisette brillant. Son dos est marron et son ventre est blanc.
Le mâle porte des petits bois (15 cm) munis d'un seul andouiller et porté sur un pivot large et poilu.
La femelle n'a pas de bois mais a à la place deux excroissances osseuses recouvertes de peau et de poils sur le sommet de sa tête.
Cet animal pousse de petits cris proche d'un aboiement en particulier quand il est effrayé par un prédateur potentiel afin de donner l'alerte aux autres muntjacs.
Il est solitaire et nocturne. Il dort le jour dans les fourrés, seul, en couple ou en petite famille ; il sort au crépuscule pour chercher de la nourriture et est actif toute la nuit.
Il marque son territoire avec la sécrétion d'une glande du menton.
Le munjak indien est le mammifère ayant le plus petit nombre de chromosomes de notre planète (trois paires).

## Alimentation
Le muntjac indien est omnivore.
Il se nourrit d'herbes, de lierres, de feuilles, d’écorces, de buissons épineux, de racines, de fruits mais aussi d’œufs d'oiseaux et de petits animaux à sang chaud.

## Reproduction
Les cerfs aboyeurs sont polygames.
La saison des amours a lieu dans le parc national de Khao Yai en Thaïlande en décembre et janvier.
Les mâles pendant la période de rut s'affronte à coups de dents (canines) plutôt qu'à coups de bois pour conquérir un harem de femelles.
Dès leur deuxième année les femelles sont fécondes. La gestation dure de six à sept mois. Les biches n'ont qu'un seul petit à la fois (parfois des jumeaux). Le jeune faon quitte sa mère au bout d'environ six mois.

## Le cerf aboyeur et l'homme
Cet animal est chassé pour sa viande et sa peau en Asie du Sud et en Asie du Sud-Est. Sa chair tendre est très appréciée.

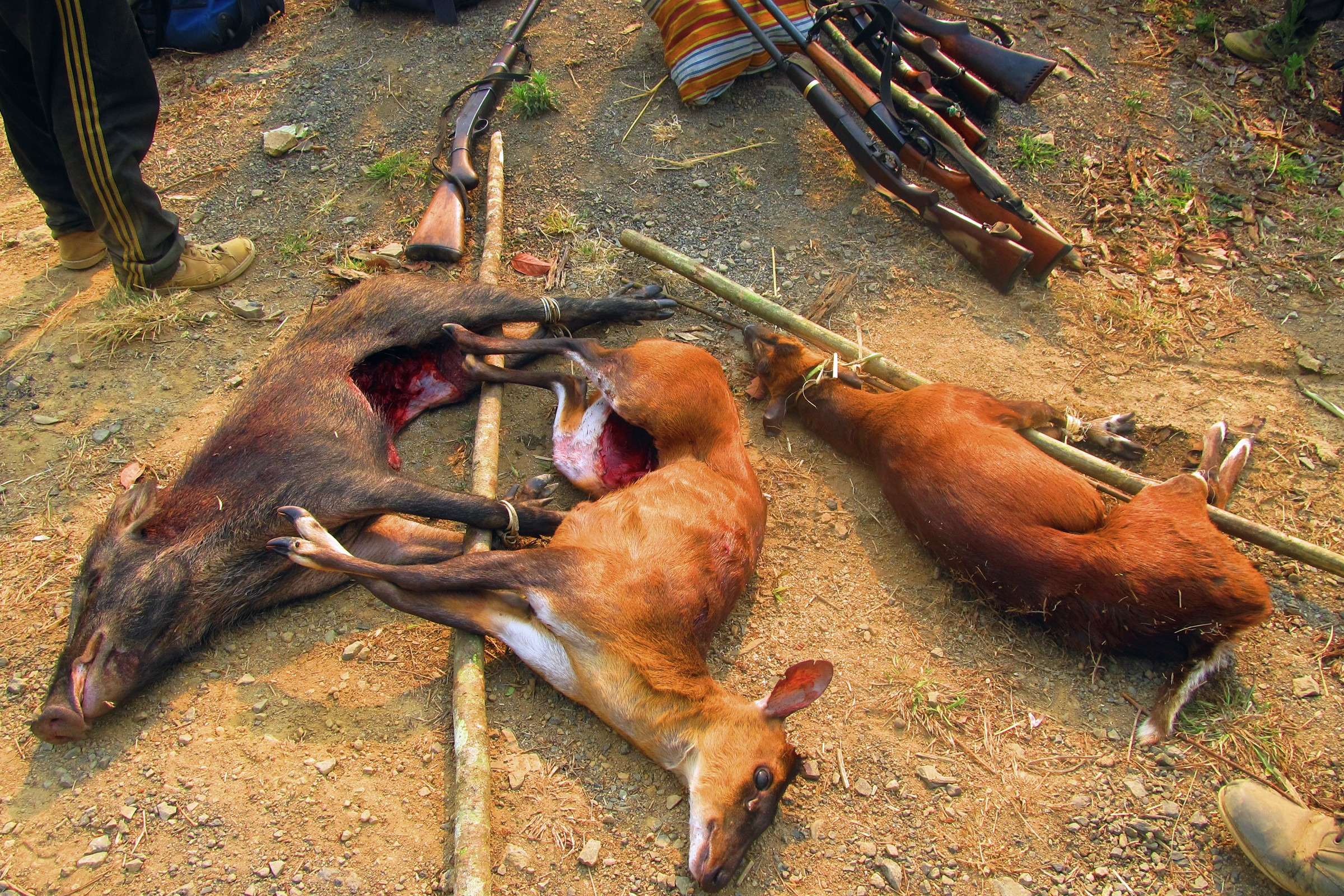
Deux muntjacs indiens et un sanglier tués par des chasseurs du peuple Poumai Nagas dans l’État du Manipur, Inde.

## Taxonomie
Groves a en 2003 séparé les populations de M. muntjak en deux espèces indépendantes : les animaux des îles de Malaisie et d'Indonésie conservant le nom de M. muntjak, les animaux du continent devenant une nouvelle espèce : Muntiacus vaginalis. Cette position avait déjà été proposée par le même auteur avec Grubb en 1990.
Toutefois, cette séparation en deux espèces est considérée par l'IUCN comme « repos[ant] sur très peu de preuves ». D'autres travaux sont donc encore nécessaires pour valider cette classification.